# Egilsstaðir

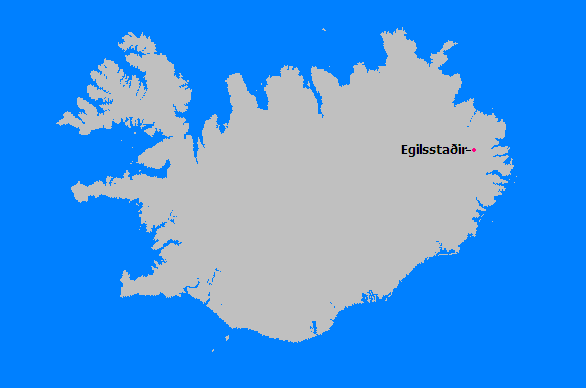
Egilsstaðir

Egilsstaðir (PRONÚNCIA) é uma pequena cidade islandesa, situada na parte oriental da ilha, junto ao lago Lagarfljót.

Tem cerca de 2 632 habitantes (2024), e é sede da Comuna de Múlaþing e centro da Região Leste (Austurland).

Foi fundada em 1947.

## Transportes
Egilsstaðir é servida pela estrada de circunvalação Hringvegur (islandês: Þjóðvegur 1) que circunda toda a ilha, sempre próximo ao litoral e ligando todas as principais cidades do país. 

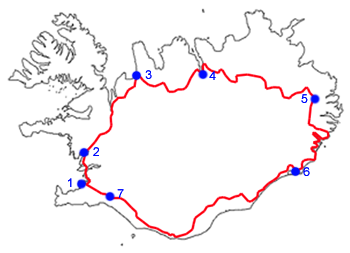
A estrada Hringvegur: 5 – Egilsstaðir.

Dispõe do aeródromo de Egilsstaðir (Egilsstaðaflugvöllur), oferecendo principalmente voos domésticos e uma quantidade crescente de voos internacionais. É o aeroporto de reserva do Aeroporto Internacional de Keflavík.

## Galeria

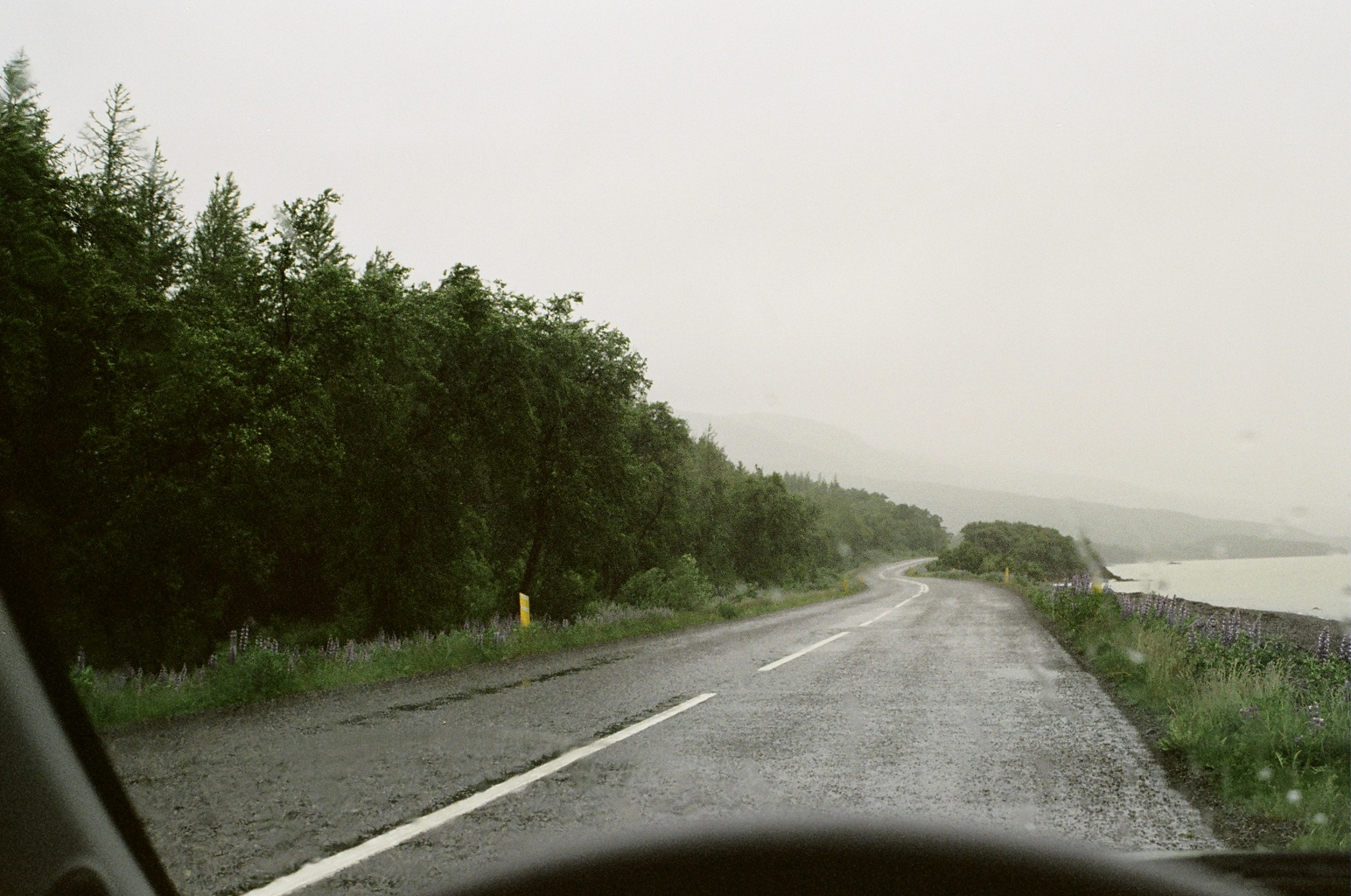
A floresta Hallormsstadurskógur
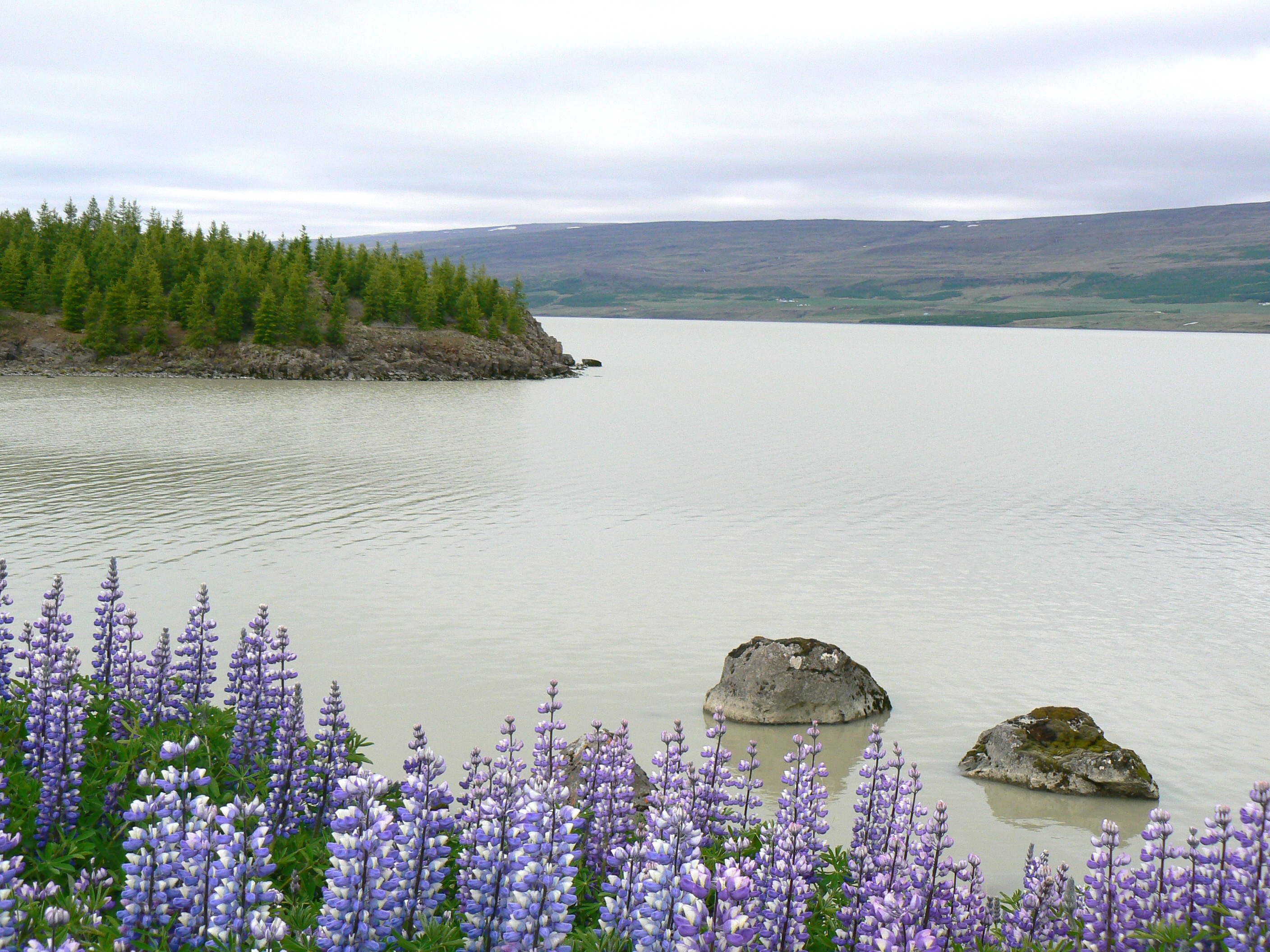
O lago Lagarfljót
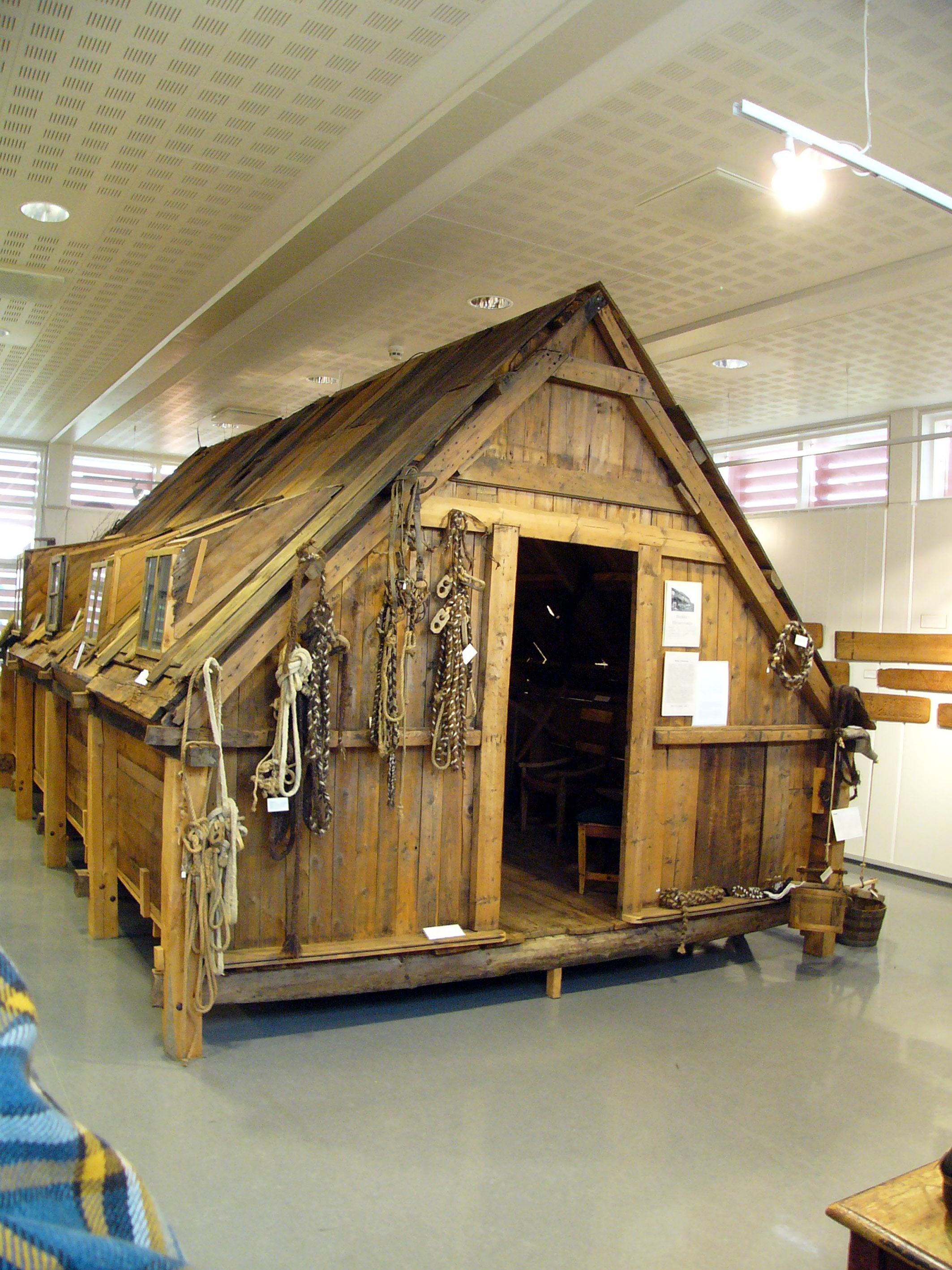
Museu da herança cultural de Egilsstaðir
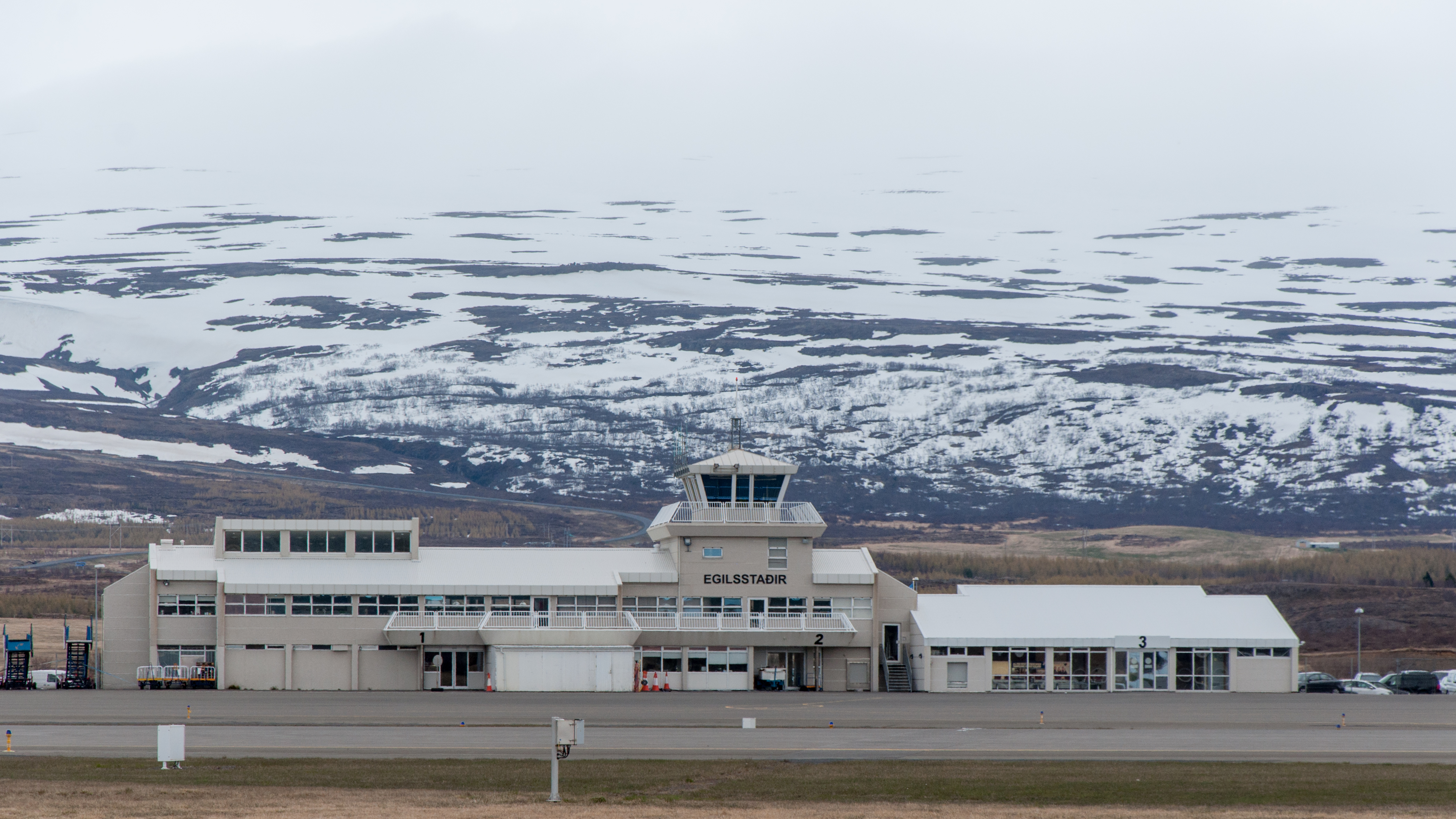
O aeroporto